# Rozkład Skellama
Rozkład Skellama – dyskretny rozkład prawdopodobieństwa różnicy {\displaystyle n_{1}-n_{2}} dwóch statystycznie niezależnych zmiennych losowych {\displaystyle N_{1}} i {\displaystyle N_{2},} z których każdy ma rozkład Poissona z różną wartością oczekiwaną {\displaystyle \mu _{1}} and {\displaystyle \mu _{2}.} Jest to przydatne w opisie statystyk różnicy dwóch obrazów z prostym szumem śrutowym, a także w opisie rozkładów zakładów finansowych w niektórych sportach jak baseball, hokej i piłka nożna.
Rozkład ma również zastosowanie w szczególnym przypadku różnicy zależnych zmiennych losowych Poissona, ale właśnie oczywisty przypadek, gdzie dwie zmienne mają wspólny dodatkowy losowy udział, który jest anulowany przez różnicowanie patrz: Karlis i Ntzoufras (2003), gdzie jest więcej informacji i zastosowanie.
Funkcja masy prawdopodobieństwa dla rozkładu Skellama dla różnicy {\displaystyle k=n_{1}-n_{2}} dwóch zmiennych o rozkładzie Poissona ze środkami {\displaystyle \mu _{1}} i {\displaystyle \mu _{2}} jest dany przez:
{\displaystyle f(k;\mu _{1},\mu _{2})=e^{-(\mu _{1}+\mu _{2})}\left({\frac {\mu _{1}}{\mu _{2}}}\right)^{k/2}I_{|k|}(2{\sqrt {\mu _{1}\mu _{2}}}),}
gdzie {\displaystyle I_{k}(z)} jest zmodyfikowaną funkcją Bessela pierwszego rodzaju.

## Pochodna
Należy zauważyć, że funkcja masy prawdopodobieństwa rozkładu Poissona na {\displaystyle n} ze średnią {\displaystyle \mu } jest dana przez
{\displaystyle f(n;\mu )={\frac {\mu ^{n}}{n!}}e^{-\mu },}
dla {\displaystyle n\geqslant 0} (i zero w przeciwnym wypadku). Funkcja masy prawdopodobieństwa Skellama dla różnicy {\displaystyle k=n_{1}-n_{2}} jest korelacją wzajemną dwóch rozkładów Poissona:
{\displaystyle {\begin{aligned}&f(k;\mu _{1},\mu _{2})\\[1ex]={}&\sum _{n=-\infty }^{\infty }\!f(k\!+\!n;\mu _{1})f(n;\mu _{2})\\={}&e^{-(\mu _{1}+\mu _{2})}\sum _{n=-\infty }^{\infty }{\mu _{1}^{k+n}\mu _{2}^{n}}{n!(k+n)!}.\end{aligned}}}
Ponieważ rozkład Poissona ma zero dla ujemnych wartości indeksu, wszystkie człony z ujemnymi silniami powyższej sumy są ustawione na zero. Można wykazać, że powyższe oznacza, że suma
{\displaystyle {\frac {f(k;\mu _{1},\mu _{2})}{f(-k;\mu _{1},\mu _{2})}}=\left({\frac {\mu _{1}}{\mu _{2}}}\right)^{k}}
tak, aby:
{\displaystyle f(k;\mu _{1},\mu _{2})=e^{-(\mu _{1}+\mu _{2})}\left({\frac {\mu _{1}}{\mu _{2}}}\right)^{k/2}I_{|k|}(2{\sqrt {\mu _{1}\mu _{2}}}),}
gdzie {\displaystyle I_{k}(z)} jest zmodyfikowaną funkcją Bessela pierwszego rodzaju. Szczególny przypadek dla {\displaystyle \mu _{1}=\mu _{2}(=\mu )} jest podany przez Irwina (1937):
{\displaystyle f\left(k;\mu ,\mu \right)=e^{-2\mu }I_{|k|}(2\mu ).}
Należy również zauważyć, że używając granicznych wartości zmodyfikowanej funkcji Bessela dla małych argumentów, możemy odzyskać rozkład Poissona jako szczególny przypadek rozkładu Skellama dla {\displaystyle \mu _{2}=0.}

## Właściwości
Ponieważ jest to dyskretna funkcja prawdopodobieństwa, funkcja masy prawdopodobieństwa Skellama jest znormalizowana:
{\displaystyle \sum _{k=-\infty }^{\infty }f(k;\mu _{1},\mu _{2})=1.}
Wiemy, że funkcja tworząca prawdopodobieństwa (ang. probability generating function – pgf) dla
rozkładu Poissona jest:
{\displaystyle G\left(t;\mu \right)=e^{\mu (t-1)}.}
Wynika stąd, że pgf, {\displaystyle G(t;\mu _{1},\mu _{2})} dla funkcji prawdopodobieństwem Skellama będzie:
{\displaystyle {\begin{aligned}&G(t;\mu _{1},\mu _{2})=\sum _{k=0}^{\infty }f(k;\mu _{1},\mu _{2})t^{k},\\[1ex]={}&G\left(t;\mu _{1}\right)G\left(1/t;\mu _{2}\right),\\[1ex]={}&e^{-(\mu _{1}+\mu _{2})+\mu _{1}t+\mu _{2}/t}.\end{aligned}}}
Zauważmy, że postać funkcji tworzącej prawdopodobieństwa pociąga za sobą to sumy lub różnice dowolnej liczby niezależnych zmienny o rozkładzie Skellama mają również rozkład Skellama. Czasami twierdzi się, że każda kombinacja liniowa dwóch zmiennych o rozkładzie Skellama ma również rozkład Skellama, ale wyraźnie nie jest to prawdą, ponieważ jakikolwiek mnożnik różny niż {\displaystyle \pm 1} zmieni nośnik funkcji rozkładu.
Funkcja tworząca momenty jest dana przez:
{\displaystyle {\begin{aligned}&M\left(t;\mu _{1},\mu _{2}\right)\\[1ex]={}&G(e^{t};\mu _{1},\mu _{2}),\\[1ex]={}&\sum _{k=0}^{\infty }{\frac {t^{k}}{k!}}\,m_{k},\end{aligned}}}
który dostarcza surowe momenty {\displaystyle m_{k}.} Zdefiniujmy:
{\displaystyle \Delta \ {\stackrel {\mathrm {def} }{=}}\ \mu _{1}-\mu _{2},}
{\displaystyle \mu \ {\stackrel {\mathrm {def} }{=}}\ (\mu _{1}+\mu _{2})/2.}
Wtedy surowe momenty {\displaystyle m_{k}} są
{\displaystyle m_{1}=\Delta ,}
{\displaystyle m_{2}=2\mu +\Delta ^{2},}
{\displaystyle m_{3}=\Delta (1+6\mu +\Delta ^{2}).}
Momenty centralne {\displaystyle M_{k}} są
{\displaystyle M_{2}=2\mu ,}
{\displaystyle M_{3}=\Delta ,}
{\displaystyle M_{4}=2\mu +12\mu ^{2}.}
Wartość oczekiwana (środek), wariancja, skośność i kurtoza są odpowiednio:
{\displaystyle E(n)=\Delta ,}
{\displaystyle \sigma ^{2}=2\mu ,}
{\displaystyle \gamma _{1}=\Delta /(2\mu )^{3/2},}
{\displaystyle \gamma _{2}=1/2\mu .}
Funkcja tworząca kumulanty jest dana przez:
{\displaystyle K(t;\mu _{1},\mu _{2})\ {\stackrel {\mathrm {def} }{=}}\ \ln(M(t;\mu _{1},\mu _{2}))=\sum _{k=0}^{\infty }{\frac {t^{k}}{k!}}\,\kappa _{k},}
która dostarcza kumulanty:
{\displaystyle \kappa _{2k}=2\mu ,}
{\displaystyle \kappa _{2k+1}=\Delta .}
W tym szczególnym przypadku {\displaystyle \mu _{1}=\mu _{2}} ekspansja asymptotyczna zmodyfikowanej funkcji Bessela pierwszego rodzaju dostarcza dla dużych {\displaystyle \mu }:
{\displaystyle f(k;\mu ,\mu )\sim {\frac {1}{\sqrt {4\pi \mu }}}\left[1+\sum _{n=1}^{\infty }(-1)^{n}{\frac {\{4k^{2}-1^{2}\}\{4k^{2}-3^{2}\}\ldots \{4k^{2}-(2n-1)^{2}\}}{n!\,2^{3n}\,(2\mu )^{n}}}\right].}
Również w tym szczególnym przypadku, gdy {\displaystyle k} jest także duże, i rzędu pierwiastka kwadratowego z {\displaystyle 2\mu ,} rozkład zmierza do rozkładu normalnego:
{\displaystyle f(k;\mu ,\mu )\sim {\frac {e^{-k^{2}/4\mu }}{\sqrt {4\pi \mu }}}.}
Te szczególne wyniki mogą być łatwo rozszerzone na ogólniejsze przypadki innych sposobów.